# Ángel Leonardo Rodríguez Güelmo
Ángel Leonardo Rodríguez Güelmo, noto semplicemente come Ángel Rodríguez (Montevideo, 2 dicembre 1992), è un calciatore uruguaiano, centrocampista del Dep. Maldonado.

## Caratteristiche tecniche
È un mediano.

## Carriera
Cresciuto nel settore giovanile del Defensor Sporting, ha esordito in prima squadra il 13 novembre 2011 disputando l'incontro del campionato uruguaiano vinto 3-0 contro il Cerro Largo.